# Movimento di Liberazione del Popolo del Sudan
Il Movimento di Liberazione del Popolo del Sudan (in inglese Sudan People's Liberation Movement - SPLM) è un partito politico sudsudanese fondato in Sudan nel 1983 come ala politica dell'Esercito di Liberazione del Popolo del Sudan.

## Storia
Il gruppo si formò nel 1983 da John Garang de Mabior, Salva Kiir Mayardit, William Nyuon Bany e Kerubino Kuanyin Bol, dapprima come esercito di liberazione ribelle e susseguentemente come organo politico; l'SPLA aveva sede nel Sudan meridionale, la parte non musulmana dello stato. Lo scopo dell'organizzazione era raggiungere l'indipendenza del Sudan del Sud.
Combatté contro i governi di Ja'far al-Nimeyri, Sadiq al-Mahdi e il presidente Omar Hasan Ahmad al-Bashir durante la seconda guerra civile sudanese. Fu comandato da John Garang, un Dinka, fino alla sua morte il 30 luglio 2005.
Nonostante il conflitto fosse presentato come una guerra religiosa o guerra etnica, era in realtà anche una guerra per il controllo delle grandi riserve di acqua e petrolio.
Nel 2005, un trattato tra l'SPLM e il governo sudanese ha condotto a un formale riconoscimento dell'autonomia del Sudan del Sud, ponendo almeno sulla carta fine agli spargimenti di sangue perpetrati durante oltre quarant'anni di conflitto interetnico.
Salva Kiir Mayardit, leader del partito dal 2005, partecipò alle elezioni generali del 2010 come candidato alla presidenza del paese (indipendente de facto) e vinse con il 92% dei voti.
Nel 2011 il partito è stato promotore del referendum sull'indipendenza e il 9 luglio 2011 è stata proclamata l'indipendenza della Repubblica del Sudan del Sud.
Il partito fa parte dell'Alleanza Democratica Nazionale e attualmente detiene la maggioranza dei seggi in entrambe le camere della Legislatura nazionale.